# Ansegisel
Ansegisel (morto entre 648 e 669) foi um alto oficial franco, um dos antepassados de Carlos Magno.

## Biografia
Foi um dos filhos de santo Arnulfo, bispo de Metz, e de santa Doda. Apenas um documento coevo documenta sua existência, um diploma do rei Sigeberto III datado de c. 643-8 emitido em favor da Abadia de Stavelot, sendo citado junto com seu irmão Clodulfo com o título de domesticus, um elevado cargo administrativo, mais ou menos equivalente a governador de uma província. Seus prestígio é atestado também pelo fato de que ele é citado logo depois de duques. Outros diplomas da época que o citam, aceitos por muito tempo, recentemente se revelaram falsificações.
No final do século VIII, Paulo Diácono, na sua História dos Lombardos, menciona-o mas chama-o de Anquises e o qualifica de major domus (mordomo do palácio). Por volta de 805, os Anais Mettensespriores o qualificam como príncipe. Já existia então uma tendência dos carolíngios em glorificar os seus antepassados e de ligá-los aos Troianos (Anquises era o pai de Eneias) e, através desta ligação, à Roma Imperial. O silêncio das fontes contemporâneas permite afirmar que Ansegisel nunca foi mordomo de palácio, nem príncipe, e as histórias que o reivindicam são a expressão de um desejo de sobrevalorizar a importância dos antepassados de Carlos Magno, ou uma confusão com Adalgisel, que efetivamente foi um mordomo do palácio na época considerada.
Sua morte só é descrita em uma fonte tardia, uma Vida de Santa Begga, datada do século XII, onde é dito que certo dia, ao voltar de uma caçada, teria encontrado um bebê na floresta. A despeito do mau pressentimento da esposa, ele decide recolhê-lo para o criar, dando-lhe o nome Gondoin. Anos mais tarde, Gondoin teria assassinado o pai adotivo com o intuito de casar com a mãe adotiva e receber a grande herança. Essa narrativa tem características de ser uma elaboração fantasiosa de origem popular, e não recebe crédito entre os pesquisadores sérios. Porém, aceita-se que possa ter sido morto por algum inimigo chamado Gondoin. Um Gondoin que era duque da Austrásia em 669 e cuja esposa era filha de um inimigo de Pepino de Herstal, filho de Ansegisel, é um possível candidato a ser o assassino. A data de sua morte é muito incerta, colocada entre os anos de 648 e 669.

### Casamentos e filhos
Casou-se por volta de 643 ou 644 com Begga de Landen (◊ c. 615 † c. 694), filha de Pepino de Landen, prefeito do palácio da Austrásia e de Ida de Nivelles. O casal gerou:
1. Pepino de Herstal (◊ c. 645 † 714), prefeito do palácio da Austrásia, Nêustria e Borgonha.
2. Clotilde de Herstal (◊ c. 650 † 699), esposa de Teodorico III.
3. Grimo, filho incerto, abade de Corbie e arcebispo de Rouen de 690 a 748.